# Gori vatra
Gori vatra (bosniska: "Elden Brinner") är en bosnisk komedi/drama-film regisserad av Pjer Žalica. Filmen släpptes 2003.